# Istočni tihooceanski hrbat
Istočni tihooceanski hrbat ili istočnopacifički hrbat je srednjooceanski hrbat divergentne granice tektonske ploče koji se nalazi na dnu istočnog Tihog oceana. Odvaja tihooceansku ploču od Sjevernoameričke, Rivere, Cocos, Nazce i Antarktičke ploče.
Proteže se od Kalifornijskog zaljeva do otprilike 55° J, 130° Z gdje se spaja s Tihooceanskim-antakrtičkim hrbatom koji se prostire zapadno-jugozapadno prema Antarktici, blizu Novog Zelanda. Veći dio hrbata nalazi se oko 3200 km od južnoameričke obale i uzdiže se na oko 1800 – 2700 m iznad okolnog morskog dna.

## Pregled
Oceanska kora se razmiče s obje strane grebena, u blizini Uskršnjeg otoka i do 150 mm godišnje, što je najbrže od svih ploča. Na sjevernom dijelu razmicanje je znatno sporije, oko svega 60 mm godišnje. Na istočnoj strani grebena, ploče Cocos i Nazca se pomicanjem prema istoku sudaraju s Južnoameričkom pločom koja se pomiče prema zapadu te Sjevernoameričkom koja se podvlači. Diretkna posljedica sudaranja je nastanak niza vulkana duž Andi te u srednjoj Americi i Meksiku.
U blizini Uskršnjeg otoka, Istočni tihooceanski greben se sudara s Čileanskim i mikropločom Juana Fernandez. Južni nastavak Istočnog tihooceanskog grebena (nazvan Tihooceanski-antarktički greben) spaja se s Jugoistočnim indijskim grebenom u točci Macquarie južno od Novog Zelanda.
Duž grebena su 1979. godine u sklopu projketa RISE otkriveni hidrotermalni izvori, nazvani "black smokers". Izvori formiraju vulkanogene masivne depozite sulfidne rude na dnu oceana. U izvorima su pronađena brojna jedinstvena dubokomorska stvorenja kod ventilacijskih otvora, koji opstaju u hemosintetskom ekosustavu bez korištenja fotosinteze.